# Braxvattensjön
Braxvattensjön är en sjö i Åsele kommun i Lappland och ingår i Ångermanälvens huvudavrinningsområde. Sjön har en area på 0,166 kvadratkilometer och ligger 312 meter över havet.

## Delavrinningsområde
Braxvattensjön ingår i det delavrinningsområde (710283-158123) som SMHI kallar för Ovan Idvattenbäcken. Medelhöjden är 333 meter över havet och ytan är 11,71 kvadratkilometer. Räknas de 13 avrinningsområdena uppströms in blir den ackumulerade arean 130,68 kvadratkilometer. Noreån som avvattnar avrinningsområdet har biflödesordning 2, vilket innebär att vattnet flödar genom totalt 2 vattendrag innan det når havet efter 195 kilometer. Avrinningsområdet består mestadels av skog (82 procent) och sankmarker (12 procent). Avrinningsområdet har 0,48 kvadratkilometer vattenytor vilket ger det en sjöprocent på 4,1 procent.